# Арабські діакритичні знаки
В арабському письмі є низка діакритичних знаків, зокрема іджам (ʾiʿǧām إعجام), приголосні позначки, та ташкіл (taškīl تشكيل), додаткові позначки. До останніх належать харакат (حركات, однина ḥarakah حركة), голосні позначки (о́голоси).
В арабському письмі короткі приголосні та довгі голосні завжди позначають на письмі. Натомість короткі голосні та подвоєння приголосних є необов'язковим для позначення (йдеться про ташкіл). Ці значки вживають украй рідко в сучасній мові — найчастіше в релігійній та мовознавчій літературі.

## Ташкіл
Ташкіл буквально означає «оформлення». Оскільки типовий арабський текст не дає достатньо інформації щодо правильної вимови, головним завданням ташкіла є допомога в цій проблемі (це можна порівняти з функціями фуріґани в японській писемності).
Зазвичай арабський текст пишуть без харакату (або коротких голосних) — їх вживають здебільшого лише в деяких релігійних текстах, які вимагають суворого дотримання правил вимови (наприклад, Коран), словниках та дитячій літературі. У звичайних текстах харакат використовують тоді, коли треба уникнути двозначності.

### Харакат

#### Фатха
Фа́тха (араб. فتحة) — це невелика діагональна риска, яку ставлять над літерою, аби позначити короткий голосний /a/ після цієї літери. Наприклад, фатха над далем: دَ /da/.
Якщо після фатхи є аліф, то це позначає довгий звук /aː/. Наприклад: دَا /daː/. В таких випадках фатху зазвичай упускають.

#### Касра
Схожий значок, який пишуть під літерою, називається ка́сра або кя́сра (араб. كسرة — «розрив»), він позначає короткий голосний /i/. Наприклад: دِ /di/.
Якщо після касри є ﻱ (я), то це позначає довгий голосний /iː/. Наприклад: دِي /diː/. В таких випадках касру зазвичай упускають, проте якщо літера я звучить як дифтонг /aj/, над попередньої літерою слід поставити фатху, аби уникнути хибного прочитання. 

#### Дамма
Да́мма (араб. ضمة) — це невеликий петлеподібний значок над літерою, який позначає короткий голосний /u/. Наприклад, دُ /du/.
Якщо після дамми є و (вав), то це позначає довгий звук /uː/. Наприклад: دُو /duː/. В таких випадках дамму зазвичай упускають, проте якщо літера вав звучить як дифтонг /aw/, над попередньої літерою слід поставити фатху, аби уникнути хибного прочитання. 

#### Мадда
Ма́дда (араб. مدة) — орфографічний знак, який пишуть над аліфом у тих випадках, коли цей аліф є підставкою для гамзи, після якої йде довгий голосний [a:]. Тобто мадда позначає поєднання гамзи з довгим [a:]. При чому ані гамза, ані голосний a в цьому випадку не пишуть. Мадду застосовують для того, аби уникнути написання двох аліфів поспіль, що є неприпустимим в арабському письмі. 

#### Верхній аліф
Ве́рхній алі́ф (араб. ألف خنجرية ʾalif ḫanǧariyyah) має вигляд короткої вертикальної риски над приголосною літерою. Він позначає довгий звук /aː/ там, де нормальний аліф зазвичай не пишуть, наприклад: هٰذَا (hāḏah) або رَحْمٰن (raḥmān). Верхній аліф трапляється лише в кількох словах, проте вони досить частовживані. Втім його вживають рідко навіть у текстах, де є оголоси. Більшість розкладок клавіатури не мають верхнього аліфа. Слово الله (Allāh) зазвичай з'являється автоматично після натискання комбінації ʾalif lām lām hāʾ (це слово складається з аліфа та лігатури подвоєного лама, над яким є шидда з верхнім аліфом).

#### Васла
Ва́сла (араб. وصلة — «об'єднання») — значок, схожий на літеру сад над аліфом на початку слова. Васла позначає, що аліф не вимовляють, якщо попереднє слово закінчується голосним. Літера аліф-васла (араб. ألف وصلة) трапляється в невеликій кількості слів (найчастіше в наказовому стані дієслова, доконаному виді дієслівних основ від VII до X та в їхніх віддієслівних іменниках), а також в артиклі al-. Оскільки в нередукованому положенні аліф-васла позначає гамзу, то інша назва літери — гамзату-ль-васл (араб. همزة وصل — «гамза об'єднання»).

#### Сукун
Суку́н (араб. سكون) — це колоподібний значок, який пишуть над літерою. Сукун позначає те, що після приголосного, якого він стосується, немає голосного. Це важливий символ для закритих складів, які є дуже поширеними в арабській. Наприклад: دَدْ dad.
Крім того сукун може бути використаним для позначення дифтонга. Фатха, після якої йде літера ﻱ (я) із сукуном зверху передає дифтонг ay (IPA /aj/). Фатха, після якої йде літера ﻭ (вав) із сукуном передає дифтонг /aw/.

### Танвін
| ـٌ | ـٍ | ـً |

Всі три голосні діакритики можуть мати подвоєний вигляд наприкінці слова. Це означає, що після голосного є звук /n/. Самі діакритики називають нуна́цією (від нун) або танві́н, і їх може бути віднесено до харакату або виділено в окрему групу. Знаки ліворуч звучать так (зліва направо): -un, -in, -an. Їх використовують як позначки неозначеного стану іменника в літературній та класичній арабській (при чому вимовляють не завжди, як і позначення означеного стану). В розмовних діалектах арабської ці закінчення відсутні. Багато підручників з арабської подають літературну арабську без цих закінчень. Граматичні закінчення можуть бути упущеними в деяких текстах, де є оголоси, що є наслідком тенденції до спрощення арабської граматики.

### Шадда
Ша́дда (араб. شدة) або ташді́д (араб. تشديد) — невеликий значок, схожий на латинське «w». Його використовують для позначення подвоєного чи довгого приголосного, що є фонемою в арабській мові. Шадду пишуть над приголосною, яка є подвоєною. Її іноді вживають у тексті без голосних, аби уникнути двозначності. Наприклад: دّ /dd/; مدرسة (madrasah) школа — مدرّسة (mudarrisah) вчителька.

## Іджам

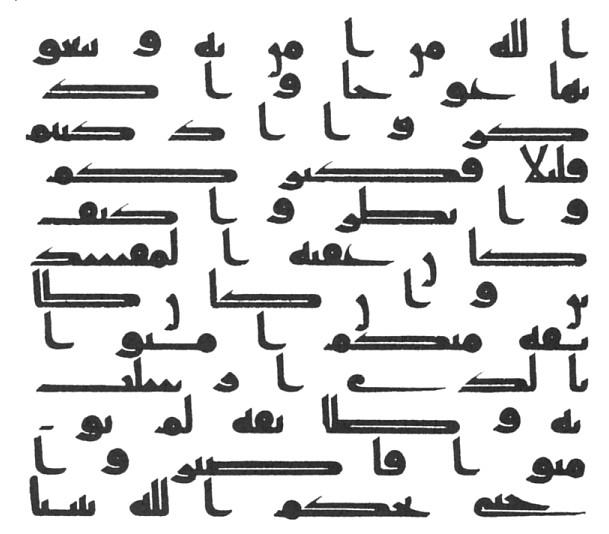
Рукопис 7 ст., в якому немає ані іджаму, ані хакату.

Іджам (араб. إعجام, ʾiʿǧām) — це діакритичні знаки, які розрізняють однакові за формою (расмом) приголосні між собою (такі як ـبـ /b/, ـتـ /t/, ـثـ /θ/, ـنـ /n/, та ـيـ /j/. Зазвичай іджам не відносять до діакритиків, а вважають частиною літери.
В ранніх рукописах Корану не вживали діакритичні знаки взагалі — ані для позначення голосних, ані для розрізнення різних значень расму. Спершу було введено голосні позначки, вони мали вигляд червоних крапок зверху, знизу чи збоку від літери; згодом було введено приголосні позначки, які мали вигляд тонких коротких чорних рисок, які — по одному чи у більшій кількості — ставили над або під расмом. З часом їхній вигляд змінився до навпаки: голосні набули вигляду рисок, а приголосні — крапок.
Зазвичай в Єгипті не вживають крапок під кінцевою я (ي), ані в рукописах, ані в друці (як у аліфі максурі (ى). Цієї практики дотримуються також при копіюванні праць арабського каліграфа Османа Таги. Те саме об'єднання я та аліфа максури відбулося в перській мові (в юнікоді ця єдина літера має назву «arabic letter farsi yeh»: вона має вигляд арабської я в початковій та серединній формах, але в кінцевій — ідентична з аліфом максурою — یـ ـیـ ـی).

## Гамза
Хоча частіше діактрики не відносять до абетки, гамзу (араб. همزة), яка передає гортанне зімкнення, часто класифікують як окрему літеру й позначають її на письмі в тексті, де немає голосних. Вона може займати ізольовану позицію, а також позиції над аліфом, вавом або я.
На початку слова підставкою для гамзи завжди є аліф (при цьому, якщо гамза має оголос [a] чи [u], то вона пишеться над аліфом, а знак голосного — над нею; якщо ж оголос [i], то гамза пишеться під аліфом, а знак голосного — під нею). Наприклад, أَخ (/ʔax/, брат), إِسْرَائِيل (/ʔisraːʔiːl/, Ізраїль), أُمْ (/ʔumm/, матір). Всередині слова або в кінці після короткого голосного вибір підставки визначають за т.зв. правилом старшинства голосних, за яким «найстаршою» голосною є [i] ى, після неї — [u] و, після якої — [a] ا, і останнім є сукун (знак неоголоснення приголосного). Наприклад, نَشْأة (/naʃʔa/, початок), إِسْرَائِيل (/ʔisraːʔiːl/, Ізраїль), رَؤُوف/رَءُوف (/raʔuːf/ терпимий). В кінці слова після довгого голосно гамза має ізольовану форму, яку пишуть над лінією письма. Наприклад, ماء (/ma:ʔ/ вода).